# 秘鲁-智利海沟

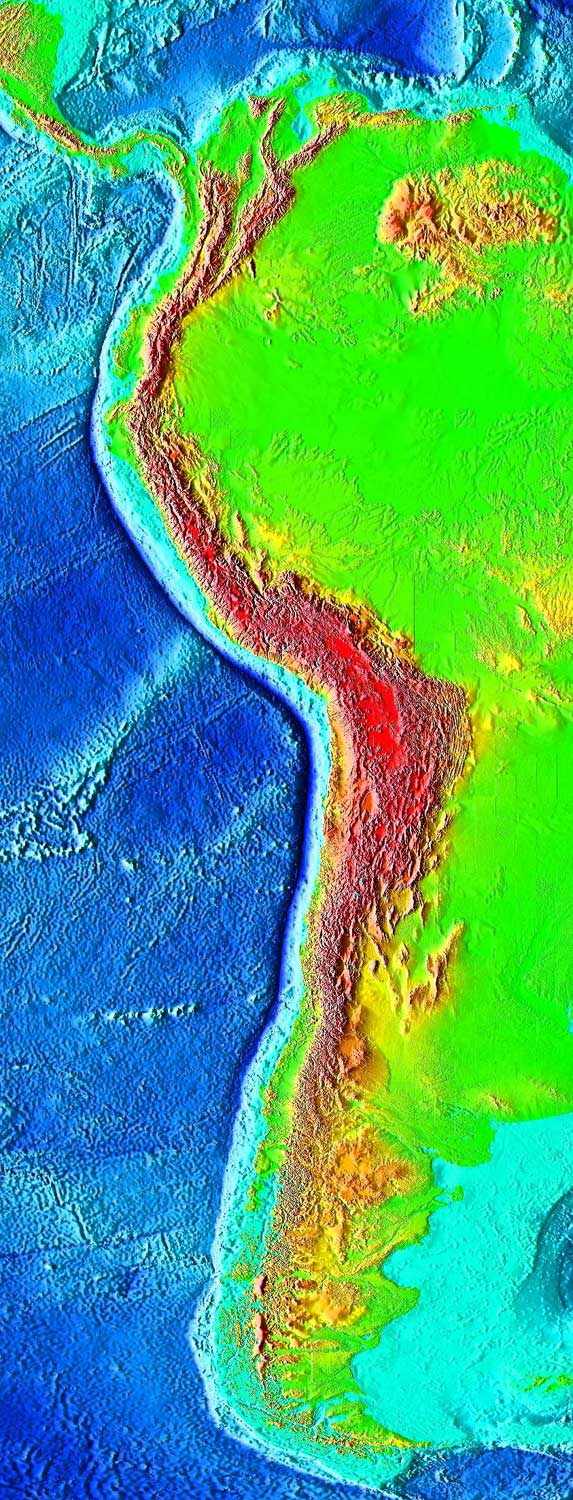
秘鲁-智利海沟

秘鲁-智利海沟是一个在太平洋东部的海沟，约在秘鲁及智利以西的160公里处。秘鲁-智利海沟长约5,900公里，最深处是在海平面以下达8,065公尺的理查德斯深渊，其平均阔度为64公里，共覆盖590,000平方公里。
秘鲁-智利海沟是由纳斯卡板块沉于南美板块之下而成。